# Mortimer Planno
Mortimer Kumi Planno (né le 6 septembre 1929 à Cuba et mort 6 mars 2006 à Kingston) est considéré comme un personnage essentiel de l'histoire du mouvement rasta.
Arrivé dès son jeune âge en Jamaïque, avec sa mère, May Parks, et son père, Miguel Planno, il grandit dans les bidonvilles des quartiers de l'ouest de Kingston.

## Un fondateur du mouvement rastafari
Dans les années 1950, il se fait connaître par son engagement dans les premiers mouvements rastafari et apparaît comme un des pionniers du port des dreadlocks comme signe d'appartenance à Rasta. Il participa également à la fondation de la Rastafari Movement Association, en relation avec l'Ethiopian World Federation fondée en 1937 à l'initiative d'Hailé Sélassié pour soutenir l'Éthiopie contre le fascisme mussolinien et dont les structures avaient subsisté afin de favoriser le retour des Noirs vers l'Afrique.

En mai 1958, il participe, avec Prince Emmanuel à l'organisation de la première Grounation unitaire des Rastas à Back-o-Wall, un quartier de Kingston.

## Un regard tourné vers l'Afrique
Le gouvernement jamaïcain s'intéressant finalement à ce mouvement grandissant dans l'île, après des années d'une répression systématique, Planno se vit confier, avec d'autres, plusieurs missions d'importance : rapport universitaire sur le Mouvement rastafari à Kinston (1960) ; mission sur le rapatriement des Noirs vers l'Afrique (1961) notamment. Il put à cette occasion favoriser le rapatriement de plusieurs familles vers Shashamané, en Éthiopie.
Le 21 avril 1966, reconnu comme leader de la communauté, il est chargé d'accueillir l'Empereur d'Éthiopie Haïlé Sellassié venu en visite officielle en Jamaïque. Devant la foule d'hommes et de femmes rassemblés pour le voir arriver à l'aéroport, avec drapeaux tricolores et percussions nyahbinghi, le Negus fut impressionné et Planno sut calmer la foule, rétablir le protocole et rassurer l'auguste visiteur.
Durant les années 1970, il continua son œuvre de développement de la communauté rastafari en opérant un rapprochement avec l'Éthiopie : c'est ainsi qu'il favorisa l'arrivée en Jamaïque de l'Église orthodoxe éthiopienne, dont Haïlé Sellassié était le défenseur.

## Planno,elderrasta
Son influence s'étendit également aux milieux musicaux, très proches de Rastafari : il suivit de près Bob Marley dès ses débuts et contribua à son éducation spirituelle. Son rôle d'elder (patriarche respecté) se renforça dans les années suivantes. En 1978, alors que l'île est en proie à de violents affrontements entre gangs instrumentalisés par les partis politiques, Planno prit part à l'organisation du One Love Peace Concert, durant lequel Marley rassembla sur scène les deux opposants Michael Manley et Edward Seaga dans un espoir de réconciliation.
Planno était également réputé pour ses prises de position publiques, écrivant des lettres à la presse notamment. Il est l'auteur d'un texte autobiographique ayant marqué les esprits : The Earth Most Strangest Man : the Rastafarian.
Invité à de nombreuses reprises pour lire ses textes et échanger, il a visité le Royaume-Uni, le Canada, les États-Unis ; il s'est également rendu à trois reprises en Afrique, où il a visité au total 15 pays.
À partir de 1998, il est associé à la Faculté des Sciences sociales de Kingston ainsi qu'à l'«Institute of Caribbean Studies», organismes qui facilitèrent son travail d'écriture autobiographique.
Mais depuis 1984 l'état de santé de Planno se dégrade. En 2001, une crise cardiaque le frappe et le contraint à séjourner régulièrement à l'hôpital. En juillet 2005, il doit être amputé de la jambe droite. Il meurt à Kingston, à l'âge de 77 ans.
Leader du mouvement Rastafari, Mortimer Planno en est une figure pour longtemps irremplaçable.